# 攝南大學
摄南大学（日语：／*/?，Setsuan university，簡稱摄大）是一所位於日本大阪府寝屋川市、枚方市(药学部)的私立大學。

## 历史
1922年創立，1975年設立大學部。本科生6827名、硕士研究生106名、博士研究生13名(均2010年5月1日)。设置者是学校法人常翔学园。摄南大学是大阪工业大学、广岛国际大学的姊妹大学。

## 学部
- 理工学部(旧称:工学部)
- 药学部
- 外国语学部(旧称:国际语言文化学部)
- 经营学部(旧称:经营情报学部)
- 法学部
- 经济学部

## 研究生院
- 药学研究科
- 工学研究科
- 经营情报学研究科
- 法学研究科
- 国际语言文化学科

## 附设学校
留学生别科

## 姊妹學校
- 臺灣
  - 國立虎尾科技大學 （National Formosa University）
  - 南臺科技大學 （Southern Taiwan University of Science and Technology）

## 外部連結
- 官方网站 （页面存档备份，存于）